# Красногвардійський (Зміїногорський район)
Красногварді́йський (рос. Красногвардейский) — селище у складі Зміїногорського району Алтайського краю, Росія. Входить до складу Черепановської сільської ради.

## Населення
Населення — 2 особи (2010; 13 у 2002).
Національний склад (станом на 2002 рік):
- росіяни — 100 %